# Allium prostratum
Allium prostratum — вид рослин з родини амарилісових (Amaryllidaceae); поширений у Монголії, Сіньцзяні, Сибіру.

## Опис
Цибулина одиночна або парна, субциліндрична, 0.5–1 см в діаметрі, прикріплена до горизонтального міцного кореневища; зовнішня оболонка світло-коричнева, іноді з відтінком чорного. Листків коротші від стеблини, 0.7–1.5 мм завширшки, півкруглі в розрізі, зверху жолобчасті, краї шершаві. Стеблина 10–25 см, кругла в перерізі, вкрита листовими піхвами лише в основі. Зонтик півсферичний. Оцвітина від блідо-пурпурної до пурпурно-червоної; зовнішні сегменти яйцюваті, 3.2–5 × 1.8–2.9 мм; внутрішні від довгастих до довгасто-яйцюватих, 4–5.5 × 2.2–3.2 мм, верхівки тупі, верхівкові тупі, дистальні межі та верхівка нерівномірно дрібнозазубрені. Період цвітіння й плодоношення: липень — серпень.

## Поширення
Поширення: Монголія, Китай — пн. Сіньцзян, Росія — Бурятія, Чита, Якутія.
Населяє кам’янисті схили, степи.